# 北京工业园区
北京工业园区是中华人民共和国新疆维吾尔自治区和田地區和田市下辖的一个类似乡级单位。

## 行政区划
北京工业园区下辖以下地区：北京工业园区虚拟社区。